# ميغيل إنريكيز (عسكري)
ميغيل إنريكيز (بالإنجليزية: Miguel Henríquez)‏ هو عسكري أمريكي، ولد في 1674 في سان خوان في الولايات المتحدة، وتوفي في 1743.